# 納爾特卡拉
43°33′27″N 43°51′3″E / 43.55750°N 43.85083°E
納爾特卡拉（俄语：Нарткала́）是俄羅斯卡巴爾達-巴爾卡爾共和國東部的一個城市，位於首府納爾奇克東北25公里。2002年人口33,775人。
1913年開埠，1955年建市。1967年改稱現名。